# クワッドジェット

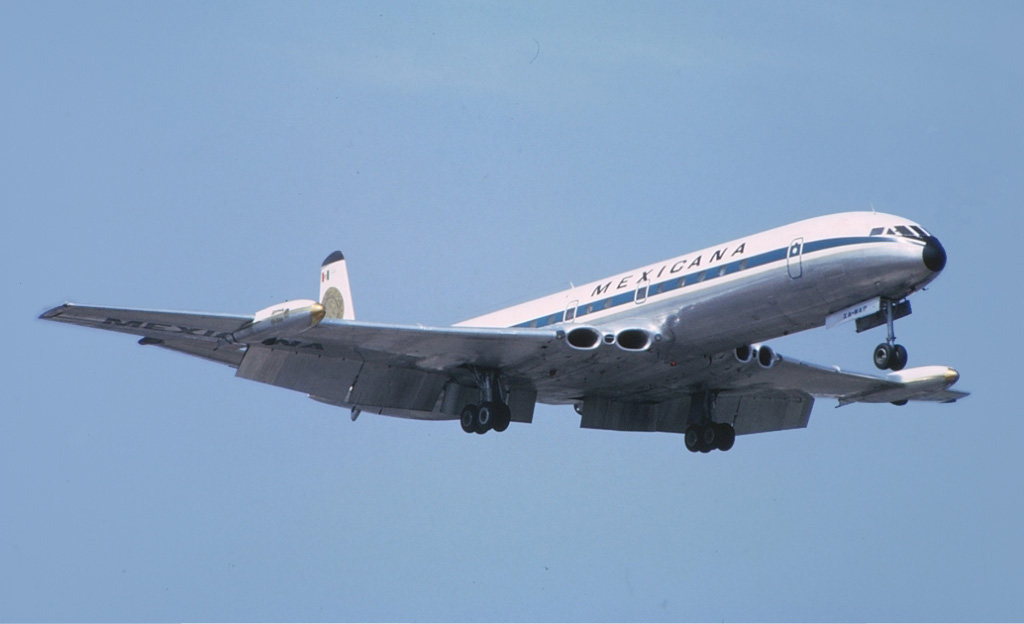
最初の商用ジェット旅客機であるデ・ハビランド コメットは、4つのジェットエンジンを搭載した。

クワッドジェット（英語: quadjet）、四発ジェット機（英語: Four-engined jet aircraft）または四発機は、4つのエンジンを搭載したジェット機である。
4つのエンジンにより、出力が向上し、大型の旅客機、貨物機および軍用機として使用されている。最初のジェット旅客機の多くは4つのエンジンを搭載しており、その中には世界初の商用ジェット旅客機であるデ・ハビランド コメットがある 。
導入後の数十年で、迂回空港から遠くに飛ぶためのツインエンジンジェットの承認や燃料効率の重要性の高まりなど、さまざまな要因により、クワッドジェットの使用は徐々に減少した。

## 設計

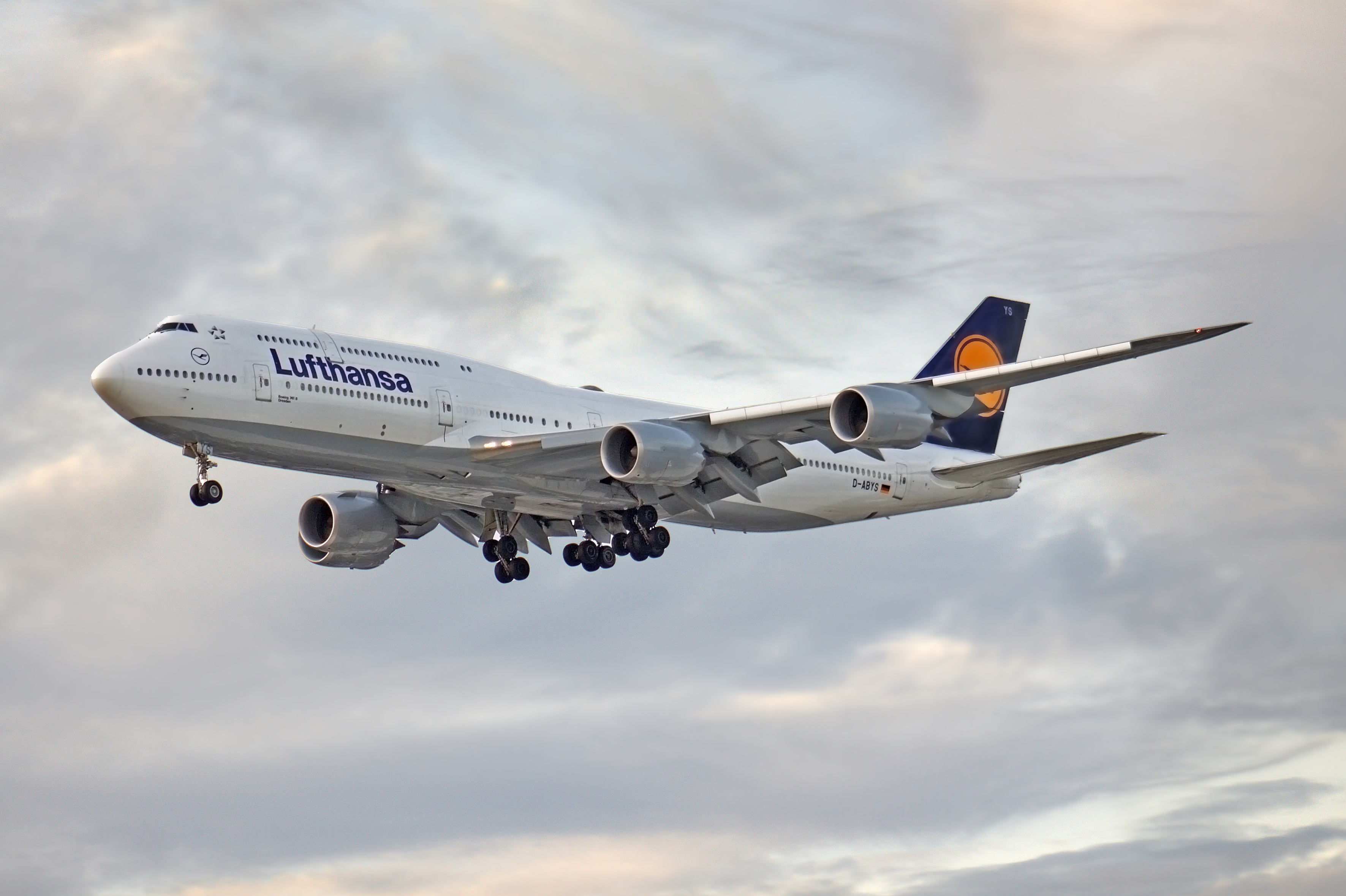
ボーイング747-8Iの翼の下に取り付けられたポッドエンジン。

### ポッドエンジン
4発ジェット機のエンジンは、翼の下のパイロンからぶら下がっているポッドに最もよく見られる。これは、エアバスA340、エアバスA380、およびボーイング747で確認できる。アントノフAn-124、ボーイングC-17グローブマスター、ロッキードC-5ギャラクシーなど、多くの軍用輸送機もこの設計を採用している。この場所では、エンジンは負荷を軽減し、翼の構造重量を15％削減することができる。また、メンテナンスや交換のために、よりアクセスしやすい場所にある。ただし、デメリットとしては、最低地上高が低いためエンジンが異物を取り込むリスクが高くなり、タービンエンジンの故障時のヨーイングモーメントが大きくなる。超音速旅客機コンコルドは、パイロンなしで、翼の下側に一致する長方形のポッドにエンジンを取り付けている。パイロンを省略すると、抗力が減少し、パイロンに過度のストレスがかかるリスクがなくなる。

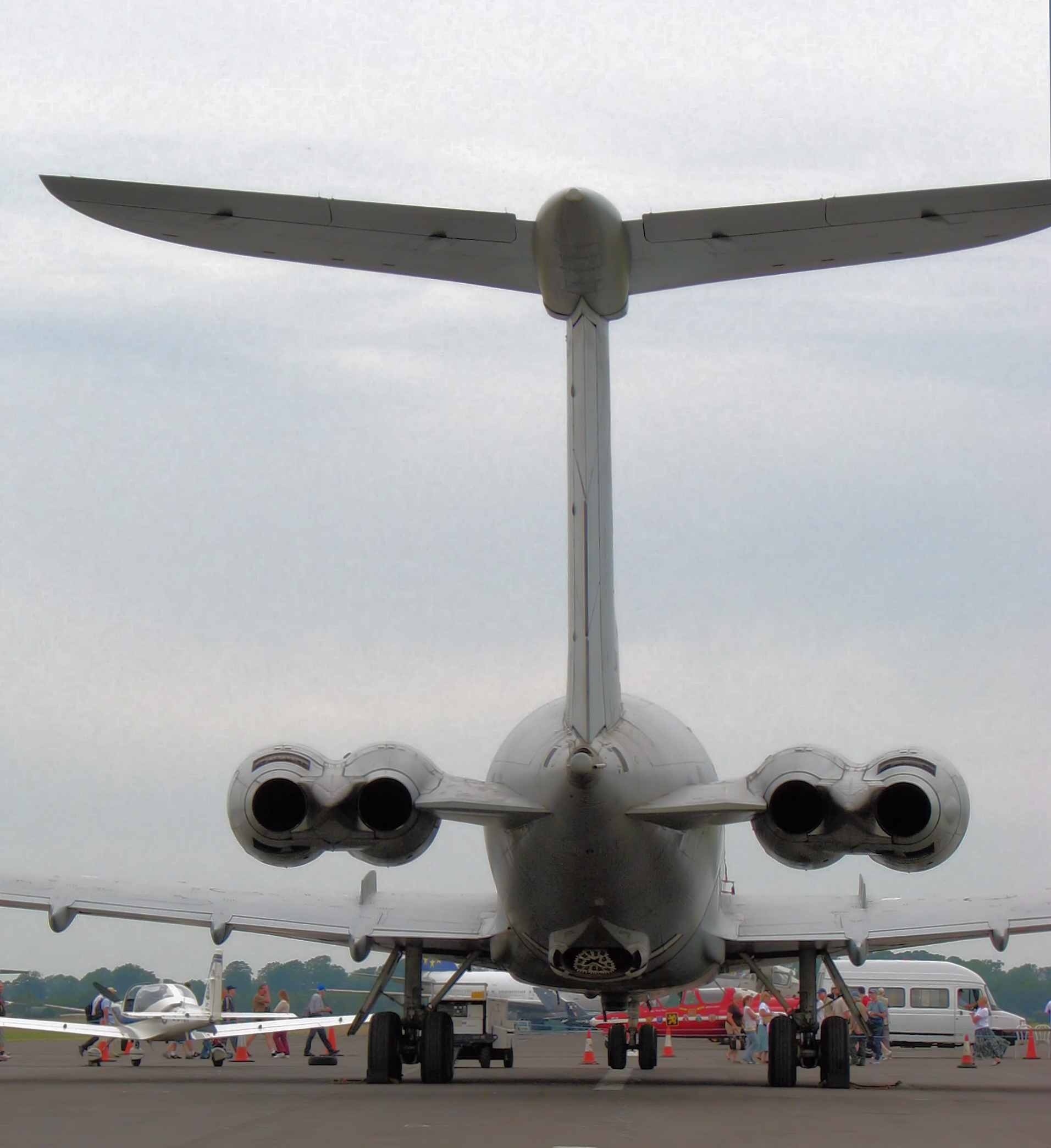
ビッカース VC10後部胴体に取り付けられた4つのポッドエンジン

4つのポッドエンジンを後部胴体に取り付けることもできるが、T字尾翼が必要になる。これにより、キャビンの騒音が低減され、高揚力装置や燃料貯蔵のために翼のスペースが解放され、パイロンがないため、翼の上の空気の流れも妨げられない。ただし、リアマウントエンジンは重心を後方にシフトし、燃料供給から離れた場所に位置する。イリューシン62とビッカース VC10のどちらも、この構成で4つのエンジンを搭載している。

### 埋設エンジン

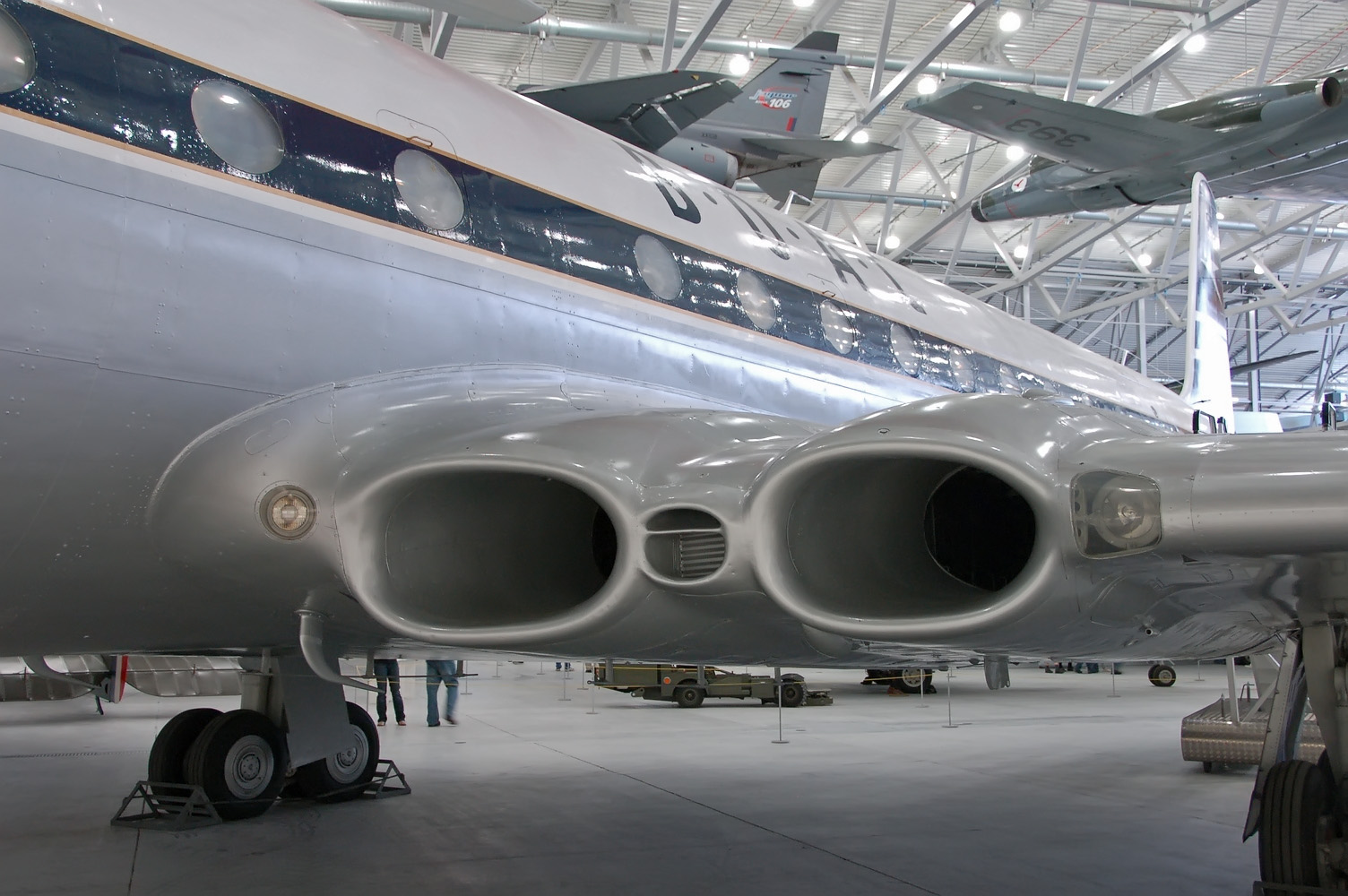
デ・ハビランド コメット 4の埋設エンジンにつながる吸気口

ジェット機は、航空機構造内にエンジンを埋め込んで設計することもできる。デ・ハビランド コメットは、翼付根に埋め込まれた4つのターボジェットを組み込んでおり、これは埋設エンジンの最も一般的な場所である。この設計は、抗力と異物摂取のリスクの両方を低減するが、メンテナンスの難しさを増し、翼の構造を複雑にする。ノースロップ・グラマンB-2スピリットステルス戦略爆撃機は、4機すべてのターボファンを翼内に埋め込んでいる（全翼機として、翼は主な構造構成要素）。これにより、ファンが隠され、排気の特徴が最小限に抑えられるため、エンジンの熱の特徴が減少する。

## 長所と短所

### 利点
4つのエンジンを持つことの主な利点は、提供される冗長性であり、安全性の向上につながる。故障の重大度、高度、燃料負荷、気象条件などの要因に応じて、残りの3つのエンジンは通常、迂回空港に順調に到達し、または飛行を続けたりするのに十分な動力を提供できるため、単一のエンジンの故障はそれほど重要ではない。ジェットエンジンの信頼性が向上することで、エンジンの故障率は1,000エンジン時間あたり0.01の飛行中のエンジン停止まで低くなる可能がある。
単一エンジンの故障時には、4つのエンジンで失われる動力量は3つまたは2つのエンジンよりも比例して少なくなる。これは、4つのエンジンのうち3つが引き続き機能し、トライジェット機の33％およびツインジェット機の50％と比較して、推力が25％減少するためである。これは、ボーイング747-400クアッドジェット、マクドネル・ダグラスMD-11トライジェット、およびボーイング767-300ERツインジェットを含む次の例で観察できる。すべてのエンジンが最大離陸重量で動作しているため、3機すべての航空機の出力と重量の比率は約1から3.4である。 1つのエンジンが故障すると、パワーウェイトレシオは1から4.7（747-400）、1から5.5（MD-11）、および1から6.6（767-300ER）に低下する。ボーイング747-400は性能の低下が最も少なく、エンジン故障時の安全性が高くなっている。
航空機に4つのエンジンを搭載すると、出力も向上し、より多くの乗客、より重いペイロード、およびパフォーマンスの向上が可能である。当時のジェットエンジンは推力が小さかったため、これは初期のジェット旅客機にとって特に重要であった。1958年のプラット・アンド・ホイットニーJT3Dの推力出力は17,000重量ポンド (76 kN)、最新のゼネラル・エレクトリック GE90のようなエンジンは、100,000重量ポンド (440 kN)以上の推力を生成する。大型旅客機はもはや必ずしも4つのエンジンを必要としないため、この利点は現時点ではそれほど重要ではなくなった。
最大の4発ジェット旅客機は、最大の乗客定員を備えていることで際立っているエアバスA380は、1つのクラスレイアウトで最大853人の乗客を運ぶことができる。これにより、非常に混雑するルートの需要を満たすことができ、乗客でいっぱいになってコストを分配すると、非常に収益性が高くなる。

### 欠点
4つの小さなエンジンは2つの大きなエンジンよりも多くの燃料を消費するため、運用コストが上がる。具体的には、ボーイング747クワッドジェットとボーイング787ツインジェットと比較して、ペイロード1キログラム（2.2ポンド）あたり2.5リットル（0.66米ガロン）多くの燃料を消費する。ジェット燃料は総コストの大部分を占めるため、クアッドジェットは航空会社にとって特徴的ではなくなり、より効率的なツインジェットタイプに移行している。
また、4つのエンジンは、それぞれが定期的な検査とサービスを受ける必要があるため、メンテナンスコストが高くなる。旅客機のメンテナンス費用の約半分は定期的なエンジンメンテナンスから発生するため、4つのエンジンをメンテナンスするための追加費用はかなりの額になる。
非常に大きな航空機が多くの乗客を運ぶ能力は、座席が満員でない場合に欠点となる可能性がある。これは、特に航空業界がスポーク・ハブモデルからポイント・ツー・ポイントモデルに移行している新たな傾向である。スポークハブモデルでは、乗客は小さな離れた場所から移動し、大きなハブに集中します。これは、大容量の航空機の必要性をもたらす。逆に、ポイントツーポイントモデルは、乗客を出発地から目的地まで直接輸送し、乗客をさまざまなルートに分散し、航空機の座席数も少なく済む。ポイントツーポイント便を運航する格安航空会社が多く登場しているため、最大の旅客機の座席を埋めることがより困難になっている。このため、これらの航空会社のワイドボディ機はエアバスA330及びボーイング787などの長距離ツインジェット機よって支配されている。

## 歴史

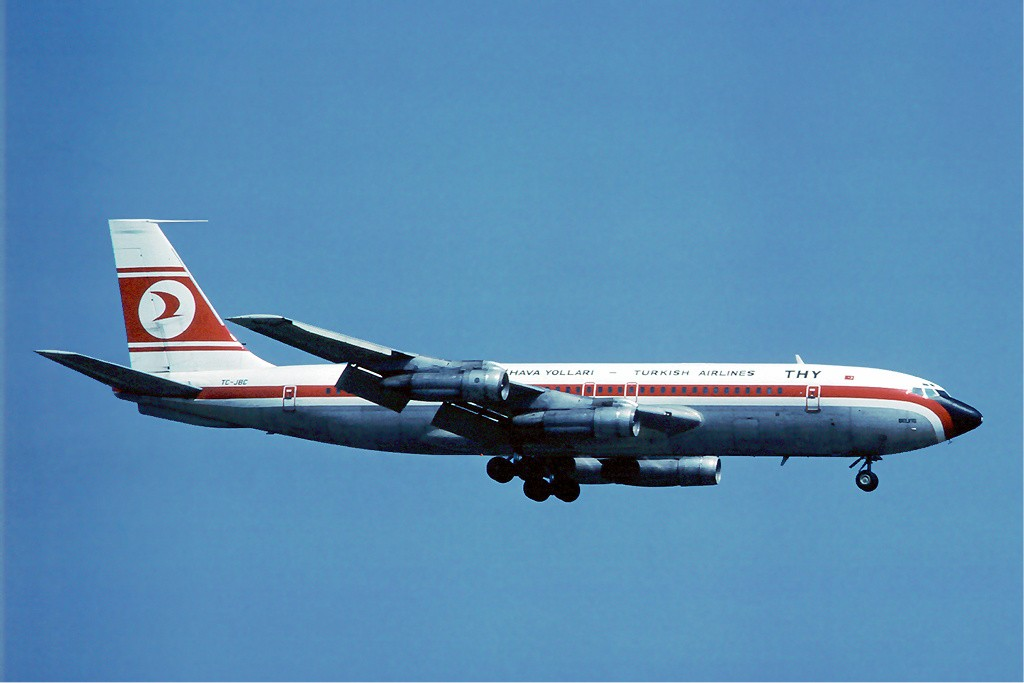
ボーイング707-120B、707の最も初期の生産バリアント

### 初期の歴史
ジェット機時代以前は、旅客機はレシプロエンジンを動力源としていた。エンジンの故障は比較的一般的であったため、長距離飛行では4つのエンジンで冗長性を提供することが重要であった。この必要性はジェット時代の初めまで広がり、初期のジェットエンジンから得られる限られた推力と相まって、4つのエンジンを備えた大型ジェット旅客機を設計することが最も実用的であった。最初の商用ジェット機は、1949年に最初に飛行した4エンジンのデ・ハビランドコメットしかし、1953年から1954年にかけての一連の致命的な金属疲労による空中分解事故を起こした。これはその評判を大きく傷つけたが、その後の改良から本当に恩恵を受けたのは後の旅客機であった。1958年にボーイングは707を発表し、1年後、ダグラスはDC-8を発表した。どちらのタイプも4つのエンジンを搭載し、どちらも非常に成功しており、特に707はジェット時代の進歩が認められている。大型旅客機はこの時期に繁栄し、国内線と国際線の両方で頻繁に運航していた。

### 後の数十年と衰退
1960年代までに、4つのエンジンを使用すると燃費が低下することが明らかになった。これは、300人以上の乗客を8〜12時間運ぶ長距離路線では問題ではなく、高いコスト対乗客マイル比を可能にした。一方、大型の4エンジンタイプは、頻繁な短距離サービスにはあまり適していなかった。このサービスでは、毎日複数の離着陸が必要であり、燃料費が高く、通常はフライトあたりの乗客数も少なくなった。これにより、大型のトライジェットとツインジェット開発が促進された。エンジン技術の限界により、この時代のツインジェットは小さく、比較的短距離であった。FAAの60分ルールでは、エンジンの冗長性が低いため、ダイバート空港から60分以上離れた場所を飛行することもできなかった。トライジェット機は、燃料効率と冗長性の間の妥協点を表している。1969年、ボーイングは747を発表した。「ジャンボジェット」の愛称で呼ばれるこの旅客機は、他のどの航空機よりもはるかに多くの乗客を運ぶことができた最初のワイドボディ旅客機であった。マクドネル・ダグラス DC-10とロッキードL-1011トライスターのワイドボディのトライジェット機の競争が始まった後でも、その容量と性能は比類のないものであった。

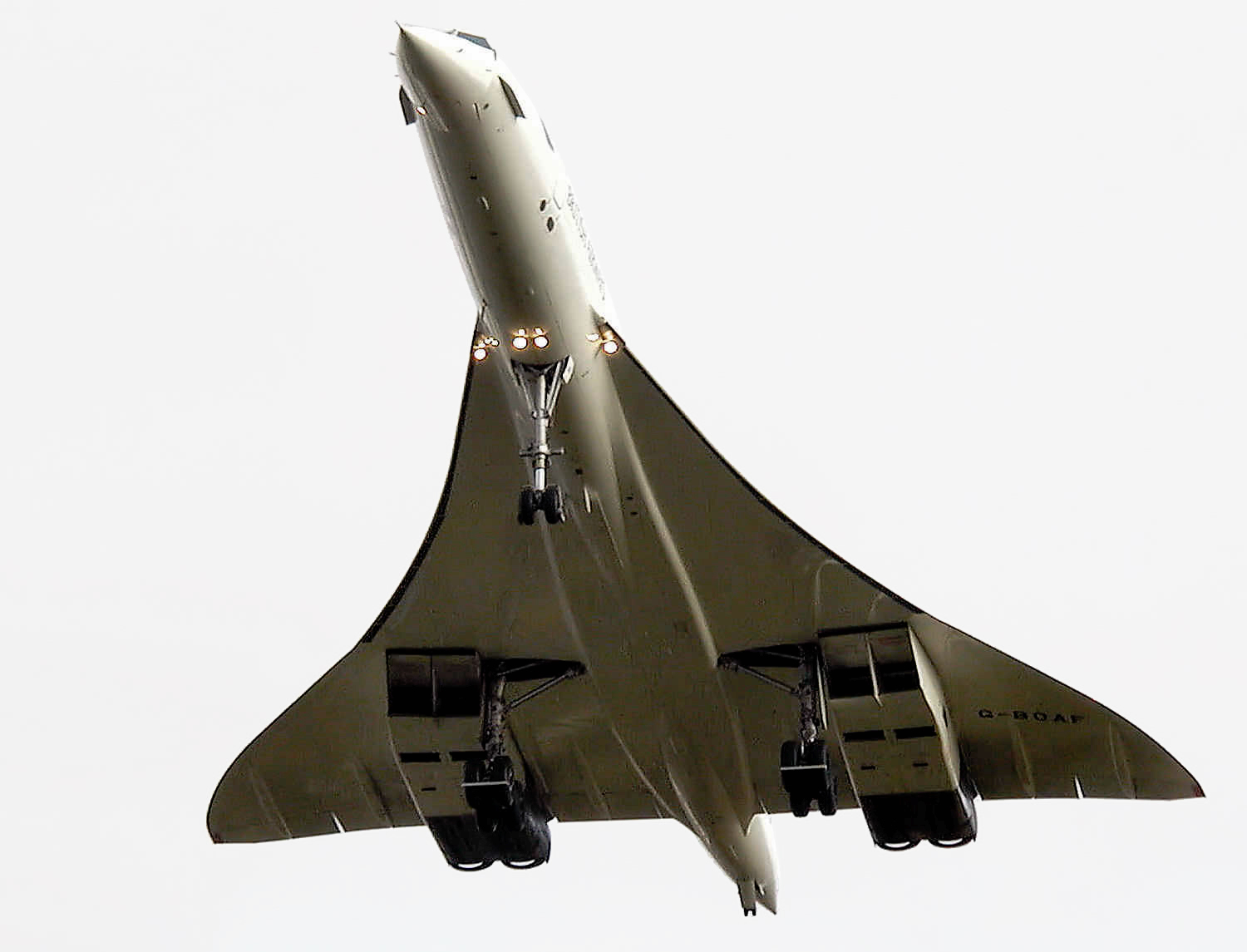
着陸時のコンコルド。4つのアンダーウィングに取り付けられたエンジン。

商用航空の独自のカテゴリー内で、超音速旅客機コンコルドは1976年に就航した。その4つのロールス・ロイス/スネクマ オリンパス 593ターボジェットは、音速の2倍の速度で巡航することを可能にした。当初は航空輸送の未来と考えられていましたが、高い運用コストと騒音の問題により、コンコルドは予測されたレベルの成功を達成できなかった。
1980年代、ジェットエンジンの信頼性と利用可能な出力の向上により、ツインジェットは1つのエンジンで安全に飛行できるようになった。これにより、ツインジェットにETOPSレーティングが導入され、60分ルールを回避して、以前は4エンジンタイプで運航されていた大洋横断ルートを飛行できるようになった。4つのエンジンによってもたらされる冗長性の利点はもはや必要ではなく、より高出力のエンジンを備えたツインジェットのより低い燃料消費量とメンテナンスコストと競合することはできなかった。ボーイング747などの最大4エンジンタイプを除くすべてが不経済になり、これが老朽化した707およびDC-8艦隊の退役につながった。
ボーイングが1989年に747-400を発売し、エアバスが1993年にA340を発売したとき、さらに大容量の4エンジン設計の新しい波が到来した。どちらも座席数が300人以上、長距離路線就航し商業的に成功した。
BAe 146が1983年に導入されたとき、4エンジンの短距離リージョナルジェット機で珍しいものであった。その設計により、最終的にはより静かな操作と短い離着陸が可能になった。

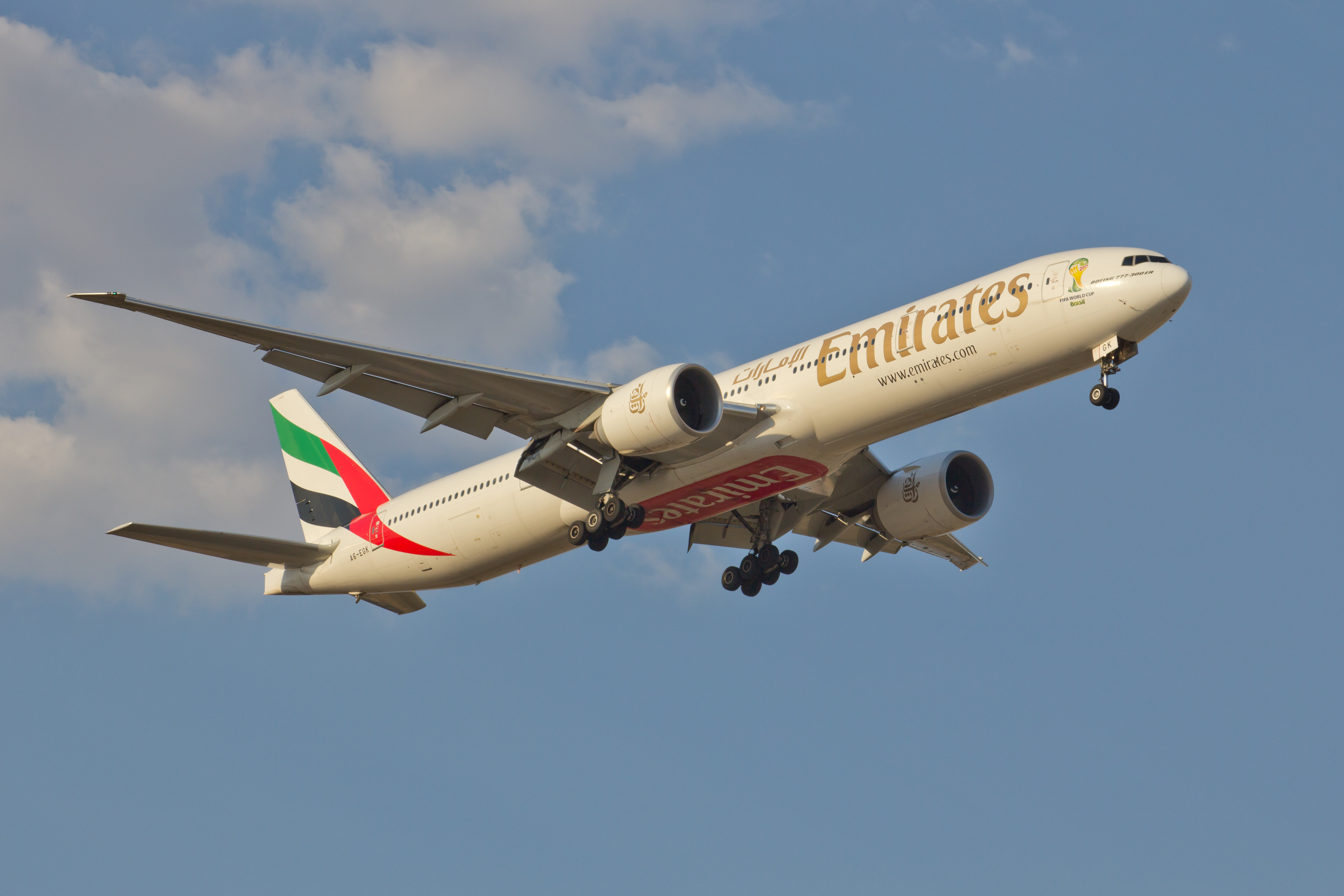
ボーイング777-300ERのような大型ツインジェットは、最大の4エンジンタイプの容量にほぼ匹敵する。

1995年にツインエンジンのボーイング777が導入されたとき、4つのエンジンの最後の大きな利点である、非常に大容量の可能性は、それほど重要ではなくなった。オリジナルの777-200は、300人以上の乗客を収容でき、通常200〜300人の乗客しか着席できなかった767などの既存のツインエンジン機を大幅に上回った。その後、777-300ERの開発により、乗客定員は400人になり、747およびA340に取って代わり、効率が向上しエンジンのメンテナンスコストが削減された。エアバスA330ツインも同様の進化を遂げ、330席のA330-300で最高潮に達した。
2000年代初頭までに、4つのエンジンタイプの唯一の残りの利点は、最大のツインジェット機よりも多くの乗客を運ぶ能力であった。9月11日のアメリカ同時多発テロ事件後の数年間、燃料価格の上昇と航空業界の衰退により、運用コストと支出を最小限に抑える必要性が高まった。747-400旅客機の生産は2005年までに中止され、A340の納入は、より効率的で同等の能力を備えたツインジェット機との競争に直面したため、年間11機に減少した。

### 現在のステータス

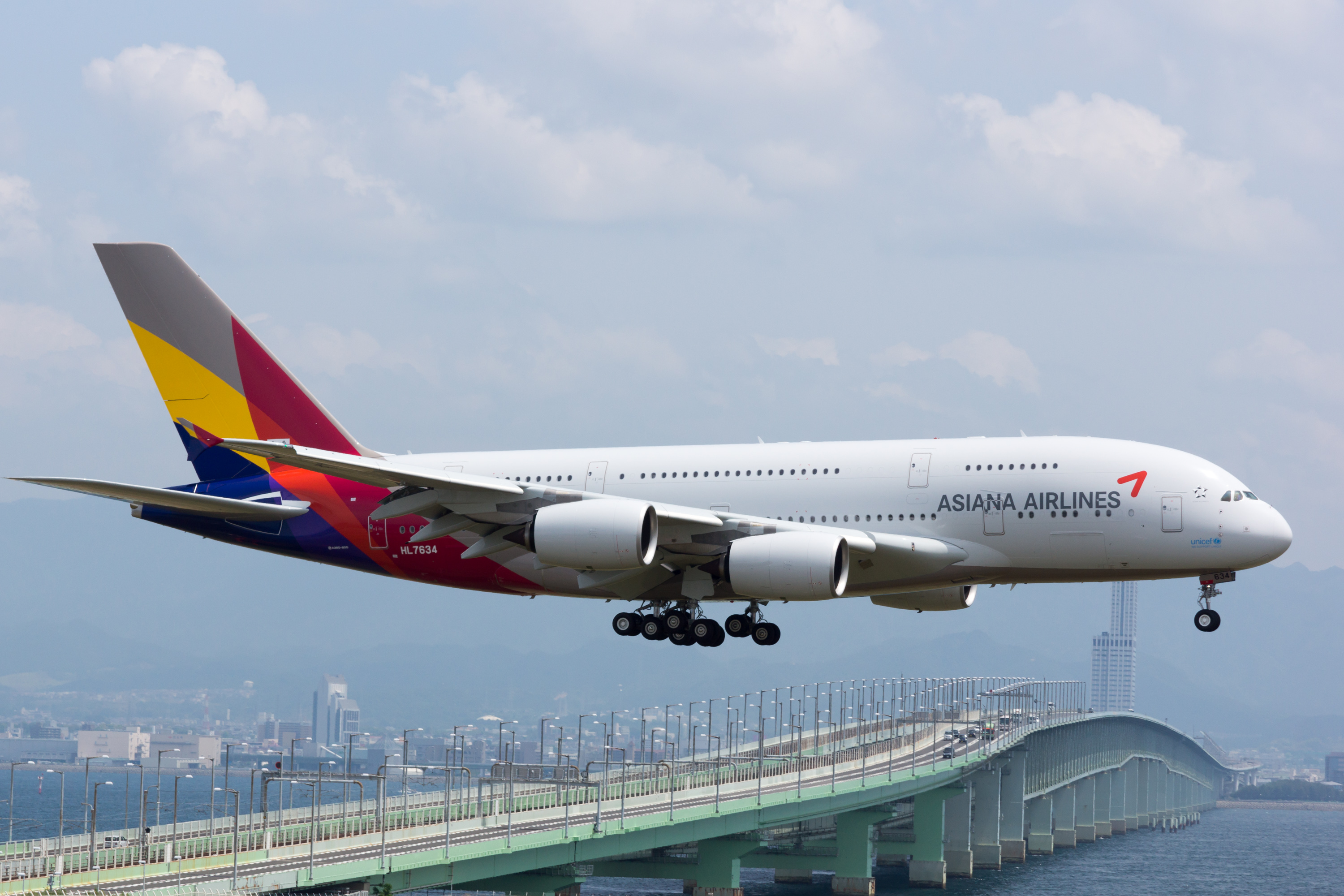
エアバスA380は現在世界最大の旅客機。

2005年に、エアバスが現在世界最大の旅客機であるA380を発表したときに4つのエンジンの使用が活性化した。これは、需要が非常に高いルート向けに設計されており、通常、2つのフルレングスデッキに575人の乗客を収容する。ただし、2018年の時点で、エアバスは20年間で当初の予測売上高1,200の4分の1しか達成していない。これは、A380などの大型航空機を好むスポークハブモデルとは対照的に、エアバスA350やボーイング787などの小型で高効率のツインジェット機を使用したポイントツーポイント旅行への現代的な傾向に起因する可能性がある。A380の最大の運航会社であるエミレーツ航空は、その主要ハブがドバイ国際空港にあり、多くの長距離路線が立ち寄る場所である。これにより、エミレーツがA380の座席を簡単に埋めることで利益を得ている。エミレーツはA380の最大のオペレーターとして、既存の航空機を増強するためにエアバスに追加のA380を繰り返し注文した。2018年12月年現在、最新の注文は2018年1月に確認された。

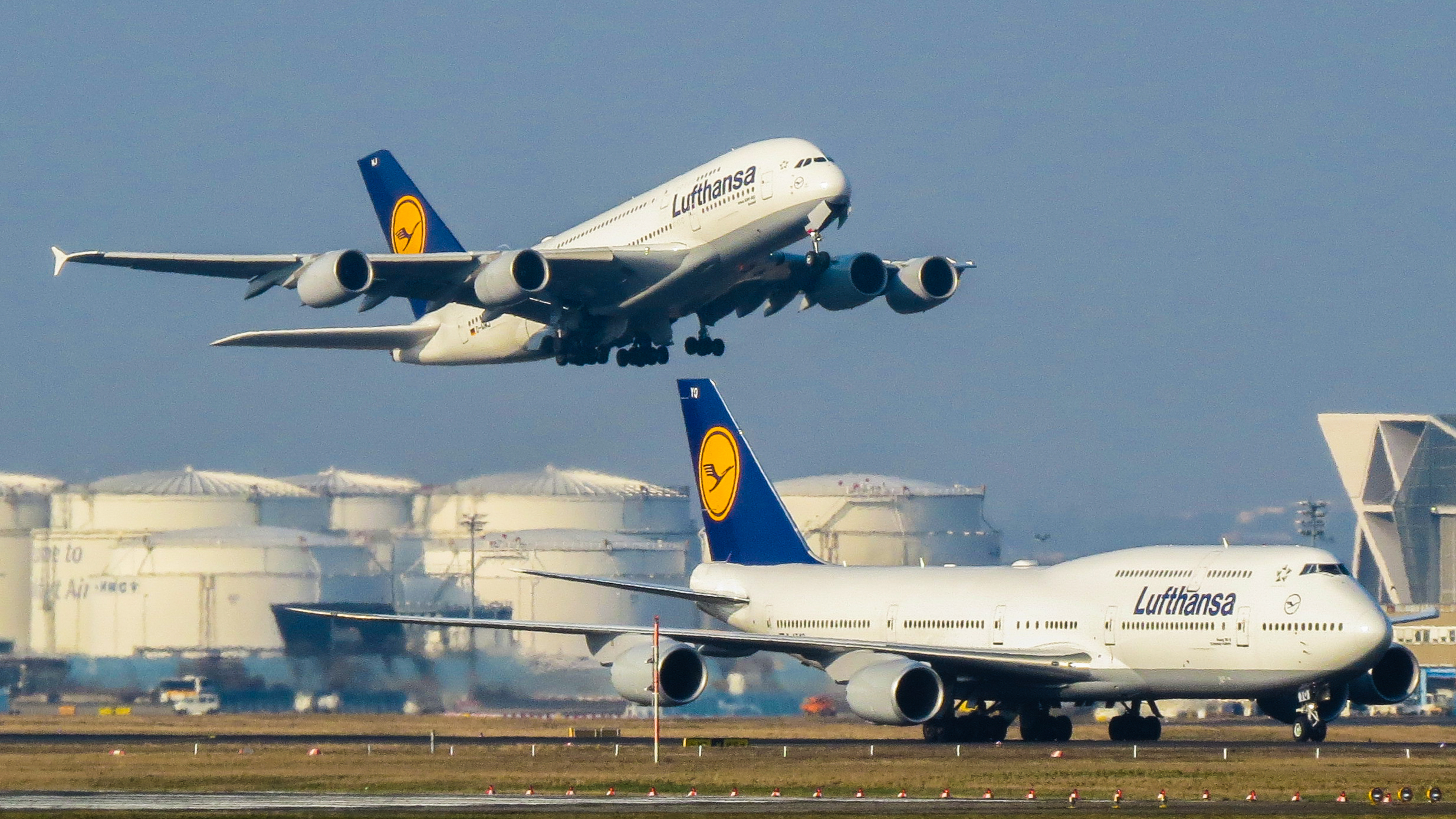
ルフトハンザなどの一部の航空会社は、エアバスA380とボーイング747の両方を使用することを選択している。

エンジン出力が増加し続け、容量の需要が減少するにつれて、ボーイング787ドリームライナーやエアバスA350 XWBなどのツインジェット機は、従来の4つのエンジンを必要としていた市場に参入した。
A380に対応して、ボーイングは747-400の後継機として2011年に747-8を発表した。2018年現在、50件の注文しか受けていないが、747-8F貨物機のバリエーションは、100を超える注文で成功している。2018年現在、747-8Fは、航続距離とペイロードが比類のないものであり、貨物輸送業者のオプションとなっている。

## 現在生産中のタイプ

### 旅客機
- ボーイング747-8（2022年生産完了）
- イリューシンIl-96（限定）
- エアバス A380（2021年生産完了）

### 軍用機
- イリューシン Il-76
- 川崎 P-1
- 西安 Y-20